# Arnica montana

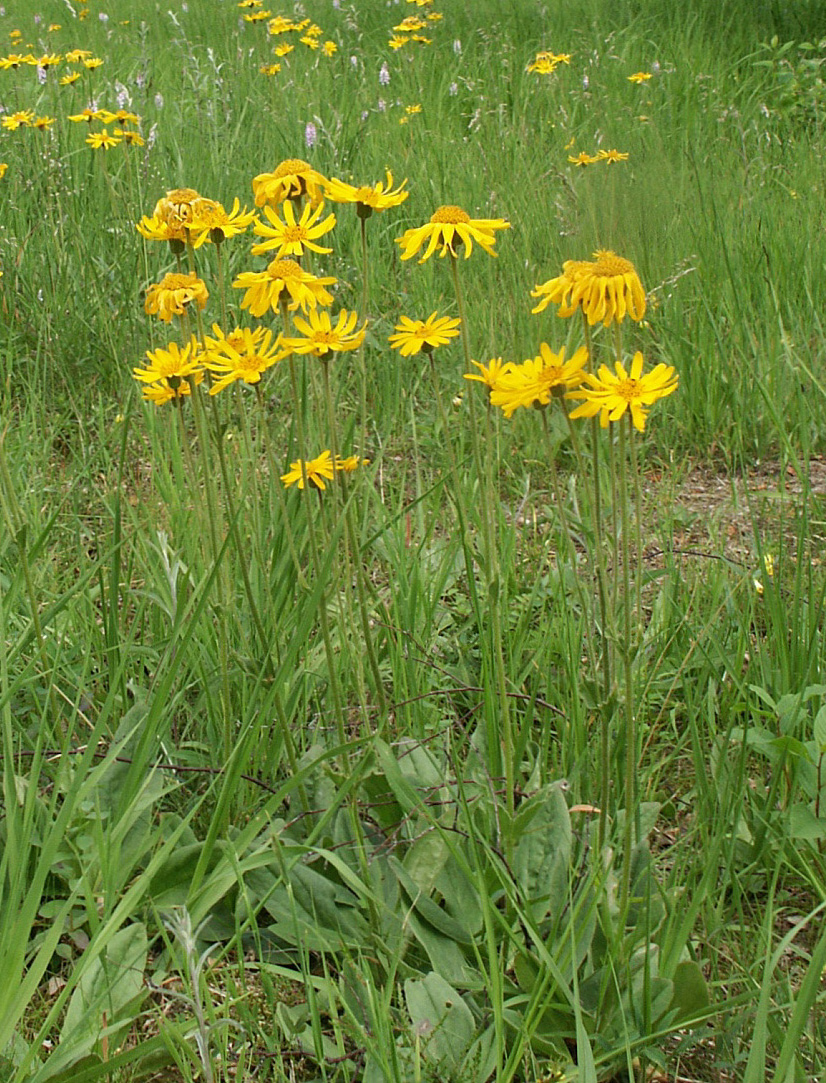
Aspecto general

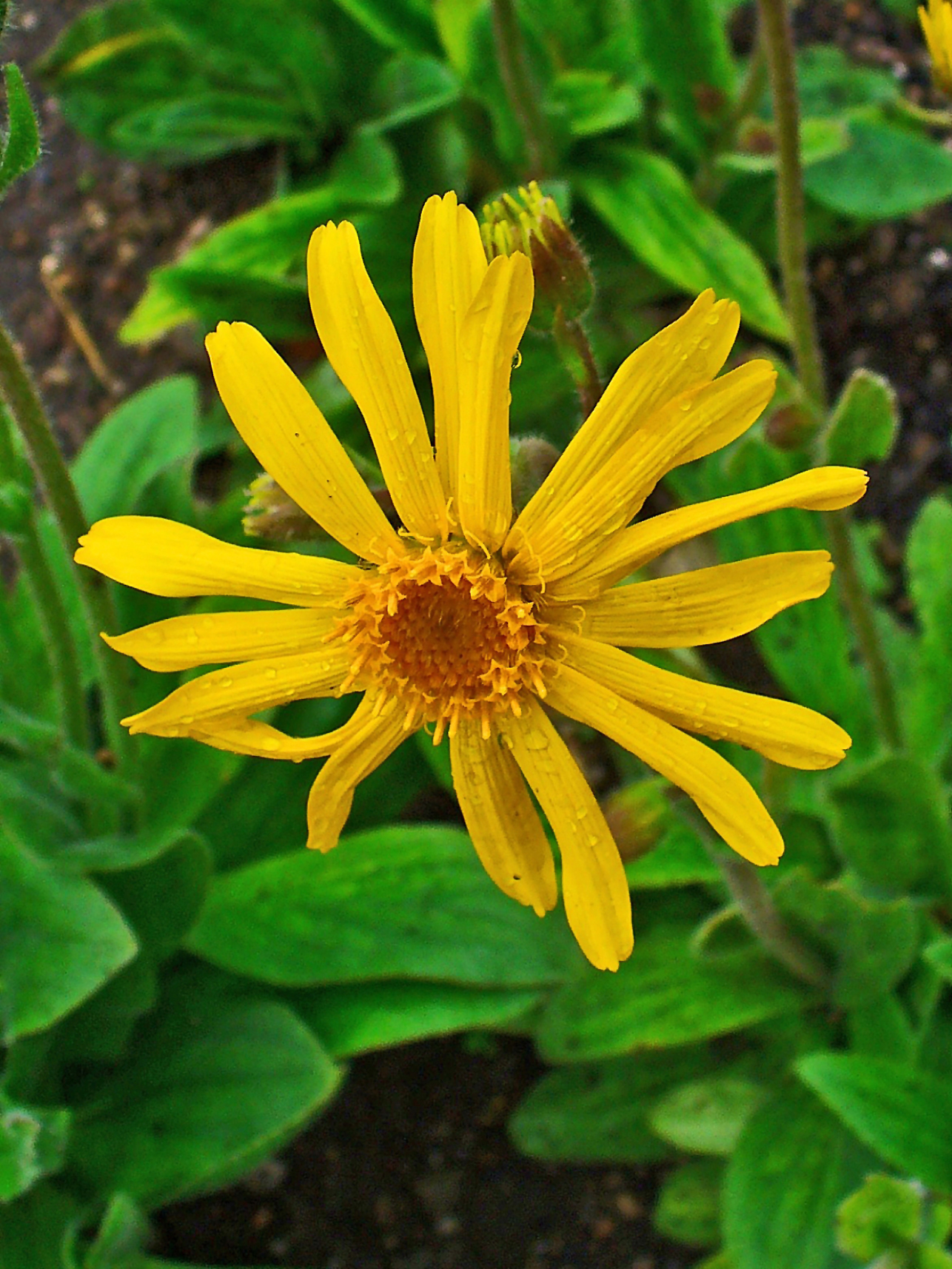
Detalle de la flor

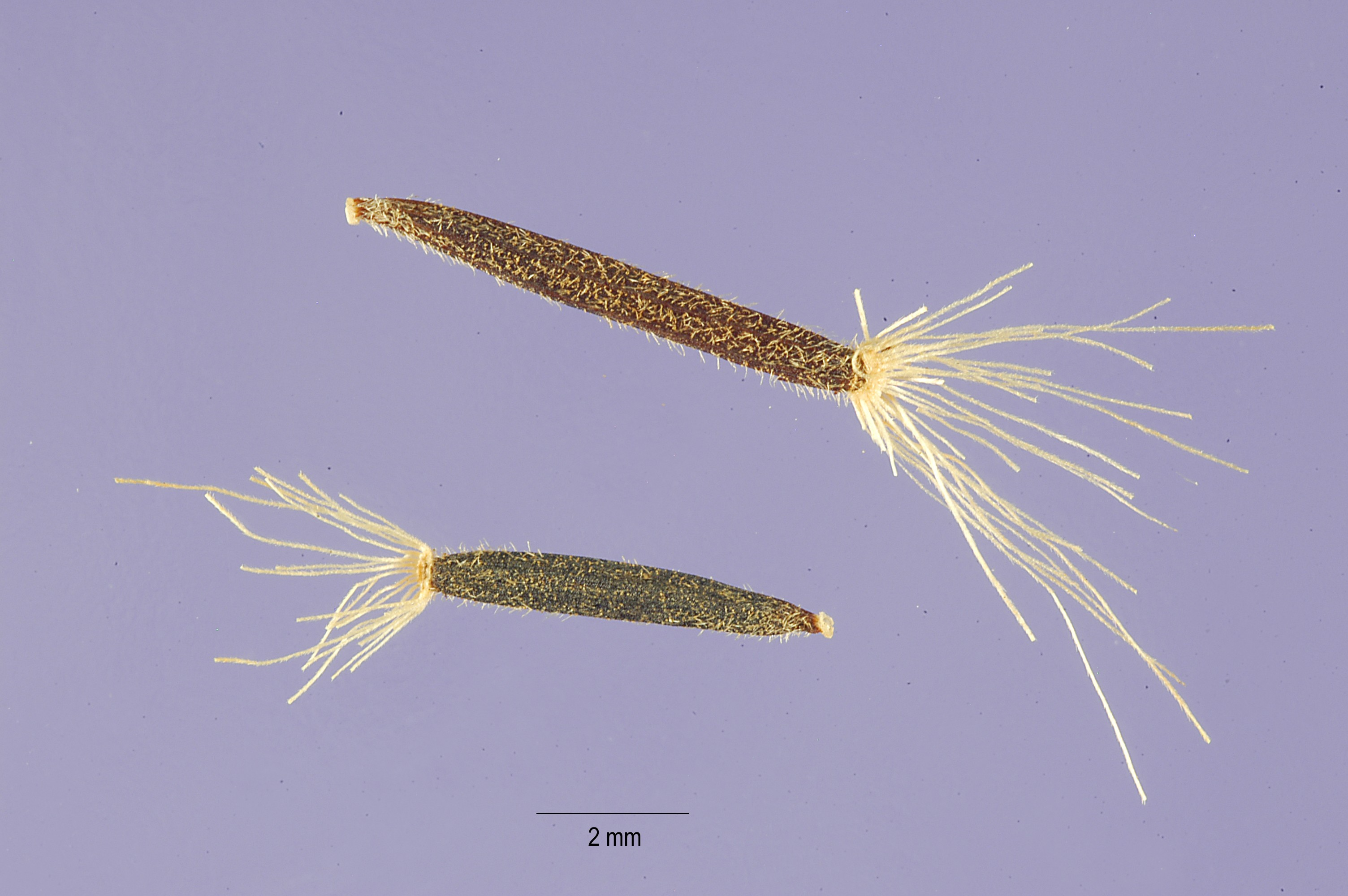
Cipselas sueltas

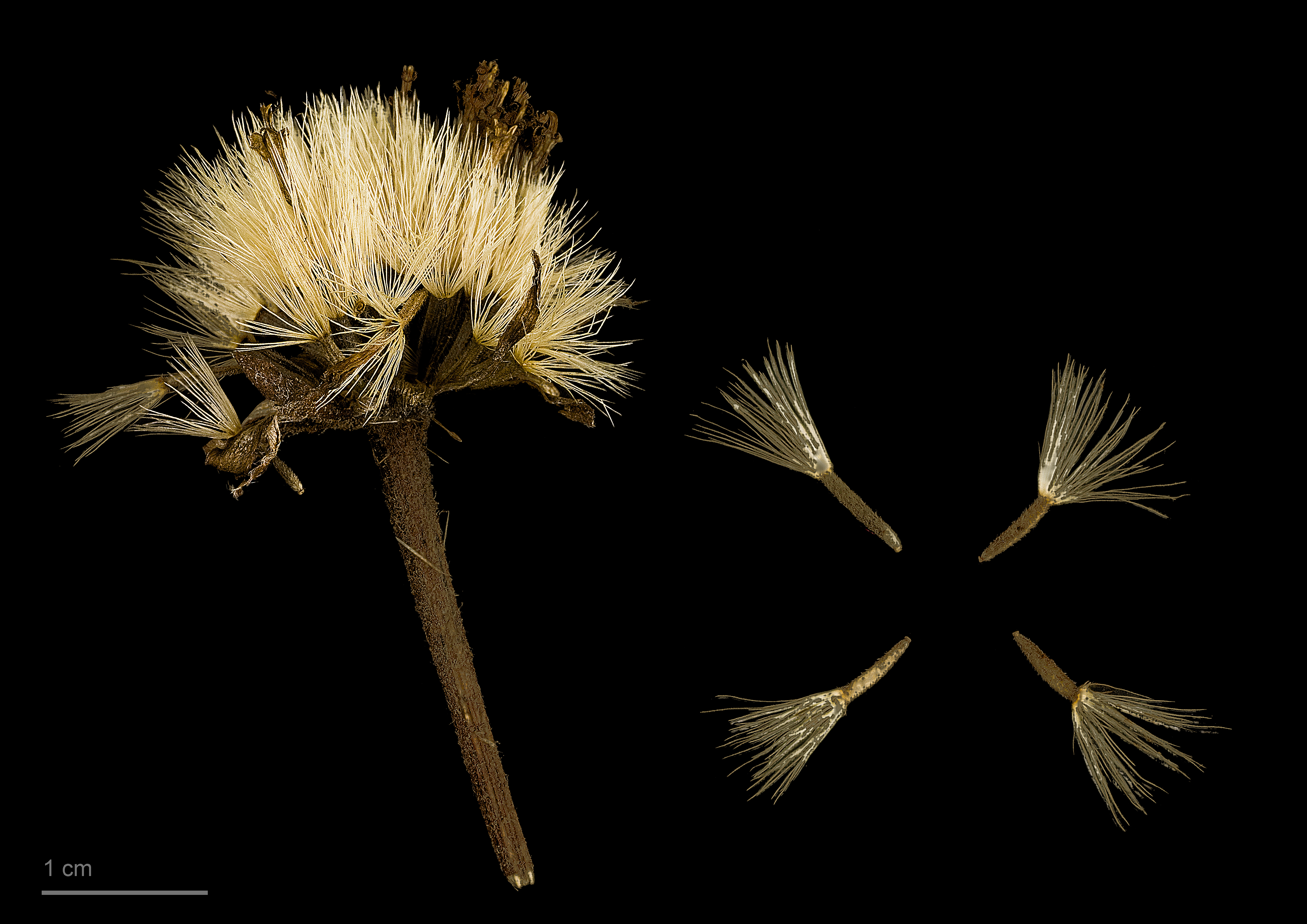
Arnica montana

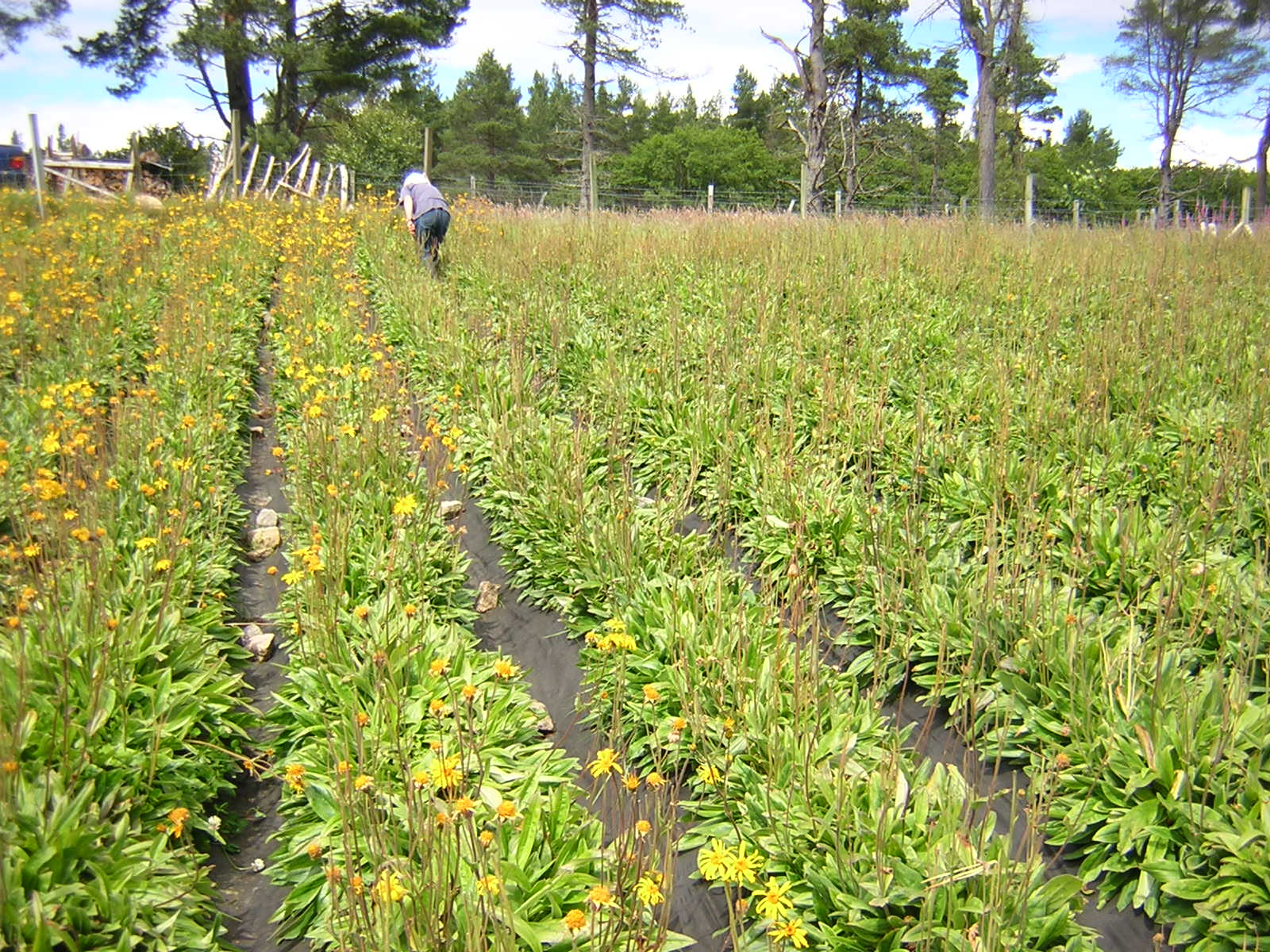
Cultivo en Escocia

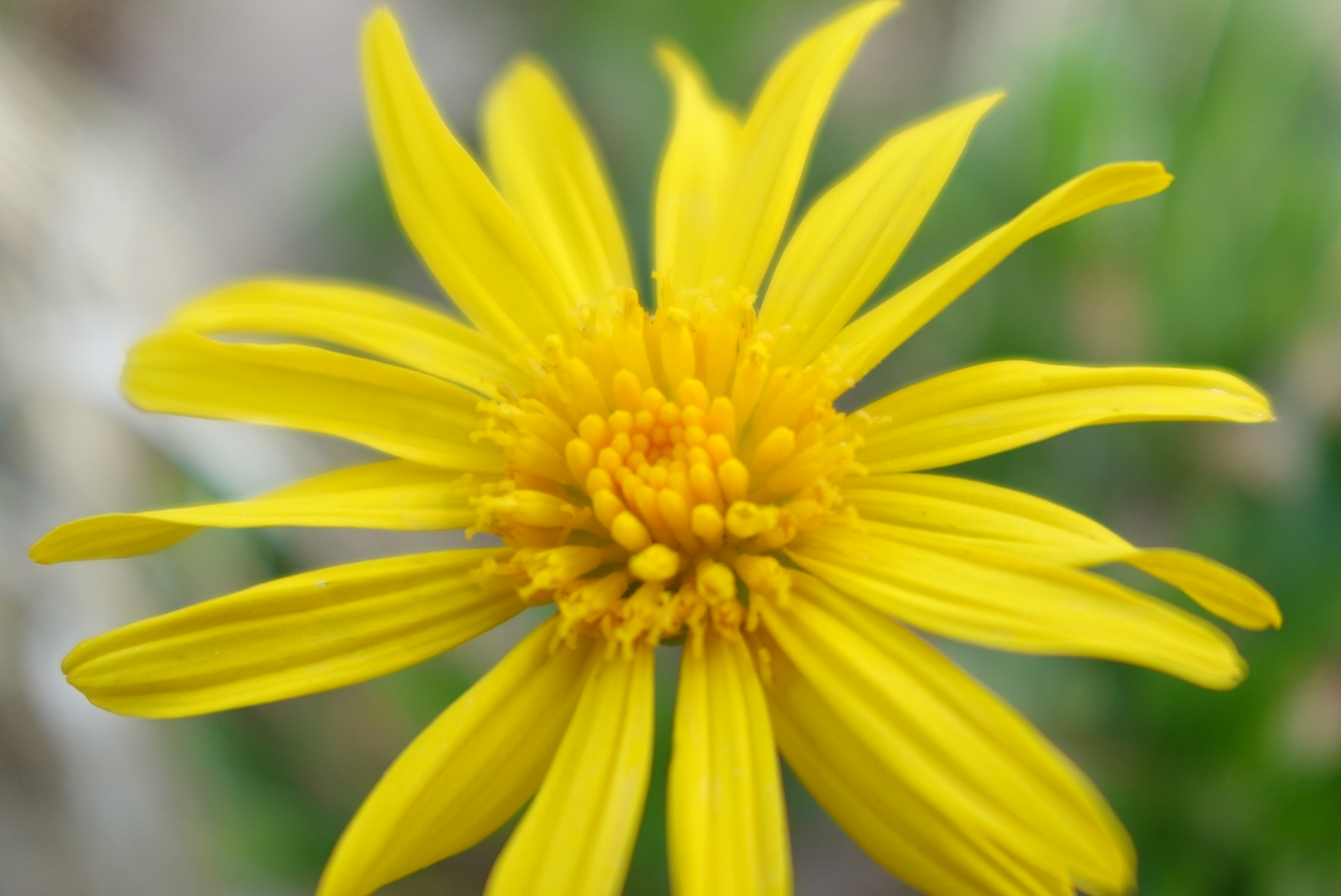
Flor

Arnica montana L. es una especie de planta fanerógama de la familia de las asteráceas.

## Características
Planta de unos 20-60 cm de altura, con tallos erectos simples o algo ramificados, un poco pubescente glandulosa. Tiene las hojas basales en roseta y las caulinares escasas, opuestas, ovaladas-lanceoladas enteras o con dientes obtusos y prácticamente glabras. Las brácteas involucrales son lanceoladas y agudas. Los capítulos llegan a los 7-8 cm, generalmente solitarios, o al final de ramas opuestas. Las flores, tanto lígulas como flósculos, son amarillas, y sus frutos son aquenios de unos 4 mm, estrechos, hirsutos, de color pardo oscuro y con vilano de pelos finos algo quebrados.

## Distribución y hábitat
Es original de Europa central y meridional aunque también difundida por Asia y América del Norte en las montañas y suelos ácidos.  En España se localiza en la cordillera Cantábrica y en las montañas de Galicia y es frecuente en los Pirineos. Hay citas en la sierra de Montsant (Tarragona).
También se cultiva, por ejemplo en Escocia y en                          Estonia.

## Propiedades, usos y toxicidad
- Propiedades beneficiosas para la piel:
  - Suaviza, hidrata y reconforta la piel dañada.
  - Estimula eficazmente la regeneración en inflamaciones locales por contusión o reumatismo.
  - Eficaz para la eliminación de derrames internos.
- En hematomas cutáneos postraumáticos se aplica la tintura madre directamente o en forma de geles hidrosolubles.[2]
- Abortivo popular por su alto contenido de fitoestrógenos.
- Tóxico en altas dosis por lo que debe utilizarse solo externamente o por indicación médica estricta.
- En homeopatía se emplea asimismo en diferentes disoluciones, aunque en algunas de éstas la concentración de la sustancia es tan baja (o directamente inexistente) que no existe evidencia científica de que tenga algún efecto sobre el cuerpo.

Arnica montana se cultiva en los jardines de hierbas y ha sido durante mucho tiempo utilizado medicinalmente. Contiene la toxina helenalina, que pueden ser venenosa si se comen grandes cantidades de la planta. El contacto con la planta también pueden causar irritación de la piel. Las raíces contienen derivados de timol, que se utilizan como fungicidas y conservantes, y pueden tener algún efecto antiinflamatorio. Cuando se usa tópicamente en un gel, el árnica demostró tener el mismo efecto que el uso de los AINE (ibuprofeno) en el tratamiento de los síntomas osteoartritis de la mano. Otro estudio encontró que la aplicación tópica de árnica no tuvo mejor efecto que el placebo en el tratamiento de magulladuras en la piel.

Estructura química de la helenalina

El árnica se usa actualmente en los preparativos de linimentos y pomadas para esguinces y contusiones. Los preparados comerciales se utilizan con frecuencia por los atletas profesionales. El timol se concentra en las raíces de las plantas y ha demostrado clínicamente  ser eficaz vasodilatador subcutáneo de los capilares sanguíneos. Los preparados utilizados tópicamente han demostrado actuar como un antiinflamatorio y ayudar a la cicatrización normal de los procesos, facilitando el transporte de la sangre y la acumulación de fluido a través de la acción de dilatar los capilares sanguíneos subcutáneos. Si se ingiere internamente, la toxina helenalina produce grave gastroenteritis, y hemorragia interna en el tracto digestivo si se ingiere suficiente cantidad.
No es de extrañar que el árnica aparezca en alguna sección de las plantas fumables, si se tiene en cuenta que uno de sus sinónimos es el de tabaco de montaña. La primera vez que se cita al árnica es en el siglo XII por Santa Hildegarda. Se encuentra en altitudes que van de los 700 a 2500 metros. Es precisamente cerca de lagos de montaña donde se la encuentra abundantemente en ciertas montañas pirenaicas. Se sabe que estimula el sistema nervioso y el cerebro. Macerando sus flores en aceite de oliva, se obtiene un remedio eficaz y muy conocido por muchas personas del campo contra los golpes con hematomas o torcedoras. En países como Suecia, Rusia y Francia, se utilizaba a manera de fumación. Según el Dr. A. Cuénot, "su toxicidad es muy inferior a la del tabaco. La recolección tiene lugar después de la floración. Dada la toxicidad de la flor, conviene conservar las hojas. Se las puede fumar secas, pero la fermentación mejora su aroma, bastante parecido al del tabaco. Esta ennegrece las hojas y produce un tabaco negro de olor dulce y agradable. No solamente puede ser fumada la planta, sino que, reducida a polvo, las hojas son estornutatorias, y pueden tomarse solas o mezcladas con tabaco a modo de rapé".[cita requerida]

## Taxonomía
Arnica montana  fue descrita por Carlos Linneo y se publicó en Species Plantarum 2: 884. 1753.

### Citología
Número de cromosomas de Arnica montana (Fam. Compositae) y táxones infraespecíficos: 
2n=38

### Etimología
Arnica: nombre genérico del idioma griego de arna que significa "piel de cordero", en  referencia a las hojas suaves y peludas.
montana: epíteto geográfico que se refiere a su localización en las montañas.
Coloquialmente, se llama "tabaco de montaña" porque los pastores fuman las flores y las hojas del árnica como si fuera tabaco.

### Sinonimia
- Arnica alpina Willd. ex Steud.
- Arnica alpina f. inundata Porsild
- Arnica angustifolia Turcz. ex Ledeb.
- Arnica lowii Holm
- Arnica plantaginifolia Gilib.[16]

subsp. montana
Aliseta plantaginea Raf.
Arnica helvetica Loudon
Arnica montana var. alternifolia Cariot & St.-Lag.
Arnica petiolata Schur
Doronicum arnica Desf. nom. nud.
Doronicum montanum (L.) Lam.
Doronicum oppositifolium Lam.
Senecio arnica E.H.L.Krause
subsp. atlantica A.Bolòs
Arnica montana var. angustifolia Duby
Cineraria cernua Thore

## Nombres vernáculos
Arnica, arnika, dorónico de Alemania, estabaco, estornudadera, flor de tabaco, hierba de las caídas, hierba santa, tabaco, tabaco borde, tabaco de la montaña, tabaco de montaña, tabaco del diablo, talpa, talpica, yerba de las caídas, árnica.